# Trivor
Il Trivor è una delle più alte montagne dell'Hispar Muztagh, una catena montuosa appartenente al Karakorum localizzata nel nord del Pakistan.
La prima scalata che riuscì a raggiungerne la cima avvenne nel 1960 ad opera di Wilfrid Noyce e Jack Sadler.